# Вихарев, Василий Сильвестрович

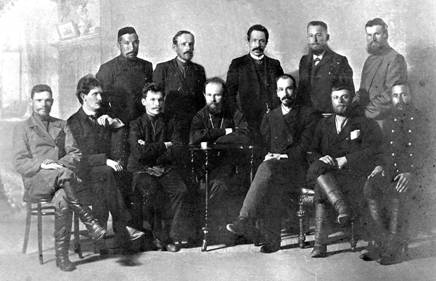
Члены государственной Думы Первого созыва от Вятской губернии. Слева — направо, сидят: С. Я. Тумбусов, В. С. Нечаев, П. Ф. Целоусов, о. Н. В. Огнёв, И. Н. Овчинников, И. О. Кузнецов, Е. П. Мамаев; стоят: Ш. Х. Хусаинов, Н. И. Бирюков, С. В. Ложкин, П. А. Садырин, В. С. Вихарев.

Василий Сильвестрович Вихарев (Вихорев) (1875 — не раньше 1918) — крестьянин, депутат Государственной думы I созыва от Вятской губернии.
Крестьянин посёлка Песчаный Полом Талоключенской волости Нолинского уезда Вятской губернии. Старообрядец. Занимался земледелием. Окончил начальное земское училище. В 1905 году участвовал в организации Всероссийского крестьянского союза в Вятской губернии.
16 апреля 1906 года избран членом Государственной думы I созыва от общего состава выборщиков Вятского губернского избирательного собрания. Состоял в Трудовой Группе. Подписал заявление об образовании комиссии по расследованию преступлений должностных лиц, об образовании местных аграрных комитетов и законопроект «33-х» по аграрному вопросу.
10 июля 1906 года в г. Выборге подписал «Выборгское воззвание», после чего был осуждён по ст. 129, ч. 1, п. п. 51 и 3 Уголовного Уложения, приговорён к 3 месяцам тюрьмы и лишён права быть избранным.
Дальнейшая судьба и дата смерти неизвестны.